# Навоийский горно-металлургический комбинат
АО «Навоийский горно-металлургический комбинат» (узб. Navoiy kon-metallurgiya kombinati AJ) — горно-металлургическое предприятие Навоийской области Узбекистана, один из крупнейших в мире производителей золота (по объёму производства драгоценных металлов входит в мировую десятку).
В соответствии с решением Правительства Республики Узбекистан с 1 января 2022 года государственное предприятие Навоийский горно-металлургический комбинат реорганизовано и на его базе организованы следующие предприятия:
- АО «Навоийский горно-металлургический комбинат»;
- государственное предприятие «Навоийуран»;
- государственное учреждение «Фонд Навоийского горно-металлургического комбината».[4]

## Структура
Четыре Рудоуправления (горно-металлургические предприятия), а также производственное объединение «Навоийский машиностроительный завод» и Зарафшанское управление строительства являются основой организационной структуры НГМК. Производство золота сконцентрировано в Центральной части Республики Узбекистан и охватывает три области. Производственные объекты данных рудоуправлений расположены на территориях Навоийской, Самаркандской и Джизакской областей. 
Основные объекты НГМК по производству золота распределены между следующими рудоуправлениями:
- Центральное рудоуправление;
- Северное рудоуправление;
- Южное рудоуправление;
- Рудоуправление «Кызылкум».

Вышеупомянутые производственные комплексы послужили фундаментом для создания и развития городов Навои, Учкудук, Зарафшан, Нурабад и поселок Заркент. Все перечисленные города связаны между собой железнодорожным и автомобильным сообщением, а также линиями электропередач, включенными в единую энергосистему республики. Кроме этого, города имеют автономные системы жизнеобеспечения, включая централизованное тепло- и водоснабжение, жилищный фонд и объекты социальной сферы.

## Известные сотрудники

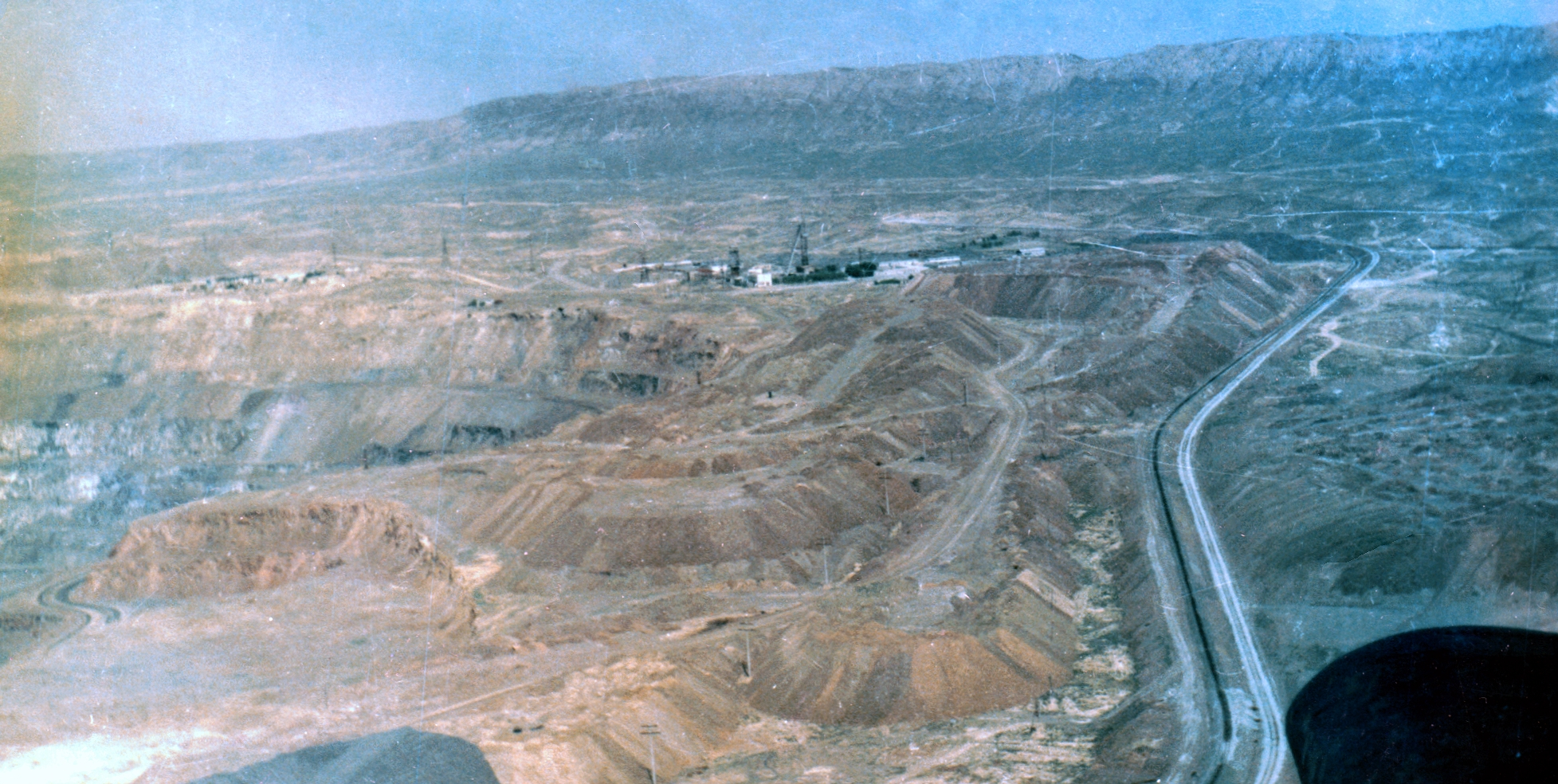
Карьер Мурунтау, 1988 г.

- Хамро Жураев (1933—2000) — Герой Социалистического Труда.
- Заболотько, Леонид Григорьевич (род. 1933) — Герой Социалистического Труда.
- Зарап Петросович Зарапетян (1914—1998) — директор с 1951—1971. Герой Социалистического Труда.
- Лускарёв, Владимир Яковлевич (род. 1935) — водитель автобазы Центрального рудоуправления, Герой Социалистического Труда.
- Кучерский, Николай Иванович (1937-2018) — генеральный директор с 1985-2008. Герой Узбекистана.
- Панин, Анатолий Николаевич (1949-2021) — машинист экскаватора. Герой Узбекистана.
- Сойибов, Фархат Яхшиевич — начальник цеха Гидрометаллургического завода № 2. Герой Узбекистана.
- Санакулов, Кувондик Санакулович — генеральный директор (с 2008). Герой Узбекистана.

## Награды
- Орден «Дустлик» (20 января 2000 года) — принимая во внимание большой вклад, вносимый коллективом Навоийского горно-металлургического комбината в дело укрепления дружбы между народами, в развитие экономики и расширение экспортного потенциала Узбекистана, а также за достигнутые устойчивые высокие производственные и социальные показатели, активную деятельность по повышению эффективности использования минерально-сырьевых ресурсов, внедрению современных технологий, углублению сотрудничества с ведущими зарубежными компаниями[6].

- Почётная грамота Республики Узбекистан (25 января 1996 года) — за большой вклад коллектива рабочих, инженерно-технических работников и служащих в социально-экономическое развитие Узбекистана и высокое производственные показатели[7].